# 広島電鉄3950形電車

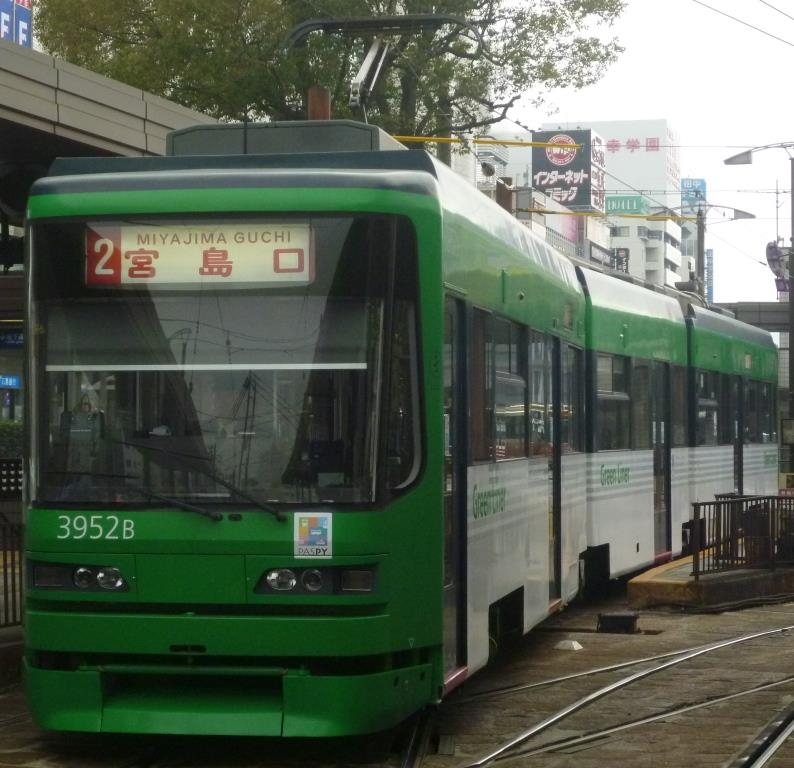
3950形3952編成（広島駅）

広島電鉄3950形電車（ひろしまでんてつ3950がたでんしゃ）とは、1997年に登場した広島電鉄の路面電車である。

## 概要
広電では3900形に次ぐ連接車である。アルナ工機で製造された。
3900形のマイナーチェンジ形で性能的には変わらないが、車両デザインをGKデザイン総研広島が担当した。ヘッドライトが従来の2灯式からロービームライトとハイビームライトを別々にした4灯式となり、運転席前面の窓に曲面ガラスが採用され、デザインが大きく変わった。また、ロービームライトには日本の鉄道用車両では初採用となったプロジェクター式ヘッドライトが採用された。イメージ的にはグリーンムーバーこと5000形に繋がる物になっている。また、集電装置が3500形以来採用されていたZ型パンタグラフから、広電では初採用となるシングルアーム型パンタグラフに変わったのも3900形と異なる点である。
愛称はこの形式も「Green Liner」（グリーンライナー）だが、3900形までの5形式が車体面に記した愛称が平仮名表記なのに対し、本形式では英語表記に変更されている。塗装も大幅に変更したため、車体色の緑色の色合いもこれまでの「ぐりーんらいなー」と異なる。
なお、その後の量産は5000形に移行したため事実上最後のグリーンライナーであり、また2020年現在、広島電鉄が最後に製造した乗降扉ステップ付の車両である。車両単価は1編成あたり、2億2千万で補助金は出ていない。
計6編成製造され、当初は全車が宮島線直通電車の用途として導入された。2007年10月には3953、3956号に同形式初のラッピング広告が施された。
2020年4月現在、全編成が2号線(宮島線)専用運用となっている。平日朝ラッシュのみ、宮島口方面→紙屋町西→市役所前→広電本社前までの運用に就く。但し、毎年7月末に行われる「広島みなと夢花火大会」では、臨時便として5号線(比治山線)や宇品線の海岸通停留場からの区間運用に就くことがある。

## 各車状況
特記がある場合を除き、2024年11月現在の状態を示す。
| 車号 | 竣工       | 所属     | 塗装                           | ICカード全扉乗降サービス対応日 | 備考                    |
| ---- | ---------- | -------- | ------------------------------ | ------------------------------ | ----------------------- |
| 3951 | 1997年12月 | 荒手車庫 | 標準色                         | 2022年3月17日                  | 行先表示器がLEDに変更。 |
| 3952 | 1997年12月 | 荒手車庫 | Calbee Jagabeeラッピング       | 2022年3月12日                  | 行先表示器がLEDに変更。 |
| 3953 | 1998年1月  | 荒手車庫 | KOBELCO部分ラッピング          | 2022年4月7日                   | 行先表示器がLEDに変更。 |
| 3954 | 1998年3月  | 荒手車庫 | 標準色                         | 2022年3月31日                  | 行先表示器がLEDに変更。 |
| 3955 | 1998年3月  | 荒手車庫 | ドラゴンフライズラッピング電車 | 2022年4月14日                  | 行先表示器がLEDに変更。 |
| 3956 | 1998年3月  | 荒手車庫 | 標準色                         | 2022年4月23日                  | 行先表示器がLEDに変更。 |